# Juste pour rire (Nantes)
Pour les articles homonymes, voir Juste pour rire (homonymie).
 (février 2025).
Motif : où sont les réfs?
- Archive Wikiwix
- Bing
- Cairn
- DuckDuckGo
- E. Universalis
- Gallica
- Google
- G. Books
- G. News
- G. Scholar
- Persée
- Qwant
- (zh) Baidu
- (ru) Yandex
- (wd) trouver des œuvres sur Wikidata

| 1. | Préciser le motif de la pose du bandeau. | Précisez le motif de la pose du bandeau en utilisant la syntaxe suivante : {{admissibilité à vérifier\|date=mars 2025\|motif=remplacez ce texte par le motif}}                                |
| 2. | Informer les utilisateurs concernés.     | Pensez à avertir le créateur de l'article, par exemple, en insérant le code ci-dessous sur sa page de discussion : {{subst:avertissement admissibilité à vérifier\|Juste pour rire (Nantes)}} |

Logo du festival.

Juste pour Rire Nantes-Atlantique était un festival annuel d'humour qui se déroule à Nantes de 2006 à 2009, principalement à la Cité des congrès, centre névralgique du festival, mais aussi dans diverses salles telles que le Zénith.
Il était la déclinaison française du festival montréalais.
Depuis sa création, le festival nantais, dont le directeur est Bruno Baron, a noué un partenariat avec le Festival international de la bande dessinée d'Angoulême.

## Description
La troisième édition a eu lieu du 18 au 26 avril 2008 et a rassemblé plus de 65 000 spectateurs. Parrainée par Florence Foresti, elle a réuni de nombreux humoristes dont Christophe Alévêque, Laurent Baffie, Arturo Brachetti, Franck Dubosc, Laurent Gerra, Michael Gregorio, Virginie Hocq, Jonathan Lambert, Michel Leeb, Jean-Luc Lemoine, Virginie Lemoine, Raphaël Mezrahi, Omar et Fred, Pierre Palmade, Laurent Paquin, Pierre Richard, Stéphane Rousseau, Laurent Ruquier et Jean-Jacques Vanier.
La quatrième édition s'est déroulée du 4 au 11 avril 2009, parrainée par Franck Dubosc et décentralisée dans les villes de Château-Gontier, La Baule-Escoublac, La Chapelle-des-Marais, Le Mans, Pornichet et Saumur.
Le 17 novembre 2009, Gilbert Rozon, le grand patron de Juste pour rire, se retire de Nantes comme ville de création.